# Olendry (Zabrnie)
Olendry (nazwa oboczna: Oleandry) – część wsi Zabrnie w Polsce położona w województwie podkarpackim, w powiecie tarnobrzeskim, w gminie Grębów.
Do 1996 była klasyfikowana jako przysiółek.
W latach 1975–1998 Olendry administracyjnie należały do województwa tarnobrzeskiego.